# We'll Burn the Sky
We'll Burn the Sky е песен на германската рок група „Скорпиънс“, записана и издадена в албума Taken by Force през 1977 г. Тя е продуцирана от Дитер Диркс, поставена на второ място поред в албума и никога не е издадена като промоциален или официален радио сингъл, което не налага нейното преработване в по-кратък вариант от този при записването ѝ от 6:26 секунди. Въпреки не особено голямата си популярност, We'll Burn the Sky е описана като песента с „един от най-великите рифове на всички времена“, а Гари Хил от уебсайта „Олмюзик“ я смята за една от най-добрите песни, правени от групата.
We'll Burn the Sky е включена и в още три официални албума на групата, записаните на живо Tokyo Tapes (1979), Moment of Glory (2000), както и Live at Wacken Open Air (2006), където след интернет гласуване от феновете на „Скорпиънс“ песента е предварително избрана да присъства сред изпълнените на концерта във Вакен.
През 70-те „Скорпиънс“ не издават официални видеоклипове, затова и We'll Burn the Sky е без такъв, въпреки това групата заснема промоционално видео през 1977 г. за вече несъществуващата западно-германска телевизия „Дер Мюзиклейдън“, което е представено отново в края на 2015 г.

## Описание
Текстът на We'll Burn the Sky е първоначално написан, като стихотворение в памет на Джими Хендрикс от последната негова приятелка Моника Данеман. По-късно тя има отношения с китаристът на „Скорпиънс“ Улрих Джон Рот (който е почитател на Джими Хендрикс) и двамата работят по създаването на няколко песни, включително и на We'll Burn the Sky, музиката на която е написана от Рудолф Шенкер.
Някои критици откриват прилики в темата на поетичния текст с песента на „Блу Ойстър Кълт“ – Don't Fear (за вечната любов с летален изход). Всъщност Данеман се обръща директно към мъртвата си любов Джими Хендрикс (но не по име) и обяснява още в първия стих, че всичко ѝ напомня за неговата памет. Във втория куплет изразява отчаянието и любовта си. Останалата част от песента е за желанието ѝ да се самоубие. Към края не текста се казва, че тяхната любов е вечна и когото тя умре, ще се срещнат в рая, където любовта е вечна (оттук идва и заглавието We'll Burn the Sky).

## Изпълнения на живо
За първи път, We'll Burn the Sky е изпълнена на живо на 23 април 1978 г. в Токио, Япония, като част от световното концертно турне Taken by Force Tour. Оттогава до 1983 г., с различна честота, „Скорпиънс“ включват тази песен в своите концертни изяви, но въпреки няколкото случайни изпълнения през 1996 г., тя не попада в концертните им изяви до 2000 г., когато заедно с Берлинския филхармоничен оркестър е изпълнена на живо в Хановер, Германия на Експо 2000. След това We'll Burn the Sky се изпълнява на всяко турне от групата, а изпълнители като Ингви Малмстийн, както и бившите китаристи на „Скорпиънс“ Улрих Джон Рот и Михаел Шенкер, редовно включват We'll Burn the Sky в своите концерти.

## Музиканти
- Клаус Майне – вокали
- Рудолф Шенкер – китари
- Улрих Джон Рот – китари
- Херман Раребел – барабани
- Франсис Буххолц – бас